# سردار رحیم خان
سردار ‌رحیم‌خان (به ازبکی : Sardor Rahimxon), (زاده ۳ سپتامبر ۱۹۸۱)، خواننده و بازیگر اهل ازبکستان است. او یکی از شناخته شده ترین هنرمندان ازبکستان است. که در کشور های تاجیکستان، افغانستان و ترکمنستان علاقه مندان زیادی دارد.

## زندگی‌نامه
سردار رحیم‌خان در ۳ سپتامبر ۱۹۸۱ را شهر تاشکند متولد شد. او فارغ‌التحصیل رشته فناوری کامییوتر از دانشگاه دولتی تاشکند است. سردار رحیم خان در حال حاضر متاهل است و دارای سه فرزند می باشد.

## فعالیت‌هنری
تقریباً با بیش از پنجاه کلیپ، چندین آلبوم و سه فیلم می‌توان گفت اوج‌گیری شهرت خود را از کانال رادیو سزام آغاز کرد. سردار رحیم خان بازیگری خود را با بازی در فیلم "دوستم داری " به تهیه‌کننده گی دیمیتری مالیکوف ۲۰۰۶ آغاز کرده‌است که در آن فیلم با ایفای نقش "بختیار" درخشیده بود. اجراهای دونفرهٔ سردار رحیم‌خان با هنرمندان دیگر (ازبک و غیر ازبک) عبارتند از اجرا با:
اولوغ‌بک رحمت‌الله‌اف، دلسوز، لاله، نسیبه عبداللهُ‌یوا، عسل شادیُ‌یوا، جهانگیر فاضل‌جانـُـف، شاه رو، ریحان، بنیاد سعیدُف، حلیمه
ابراهیموُ‌وا، منظوره و…

## ترانه‌شناسی

### آلبوم‌ها
| سال انتشار | نام البوم به ازبکی | نام آلبوم به فارسی |
| ---------- | ------------------ | ------------------ |
| ۲۰۱۴       | Tanhoginam         | تنهایم             |
| ۲۰۱۴       | Otajon             | پدرجان             |
| ۲۰۱۵       | Malikam            | فرشته من           |
| ۲۰۱۵       | Sanamjon           | صنم جان            |
| ۲۰۱۶       | Faridam            | فریده من           |

### تک‌ آهنگ‌ها
محبوب‌ترین کلیپ‌های او بر اساس بازدید یوتیوب عبارتند از 
| Онам       | Onam        | مادرم       |
| Дуст       | do'st       | دوست        |
| Фаридам    | Faridam     | فریدهٔ من    |
| oTa        | ota         | پدر         |
| Халима     | Halima      | حلیمه       |
| Ишонмасман | Ishonmasman | باور نمی‌کنم |
| Дустон     | Do'ston     | رفقا        |